# Selección femenina de baloncesto de Gales
La selección femenina de baloncesto de Gales es el equipo nacional de baloncesto de Gales y está gobernado por Basketball Wales.

## Participaciones

### Juegos Olímpicos
| Año   | Pos.                        | PJ                          | PG                          | PP                          |
| ----- | --------------------------- | --------------------------- | --------------------------- | --------------------------- |
| 1976  | No participó o no clasificó | No participó o no clasificó | No participó o no clasificó | No participó o no clasificó |
| 2020  | No participó o no clasificó | No participó o no clasificó | No participó o no clasificó | No participó o no clasificó |
| 2024  | Por determinar              | Por determinar              | Por determinar              | Por determinar              |
| Total | 0/12                        | 0                           | 0                           | 0                           |

### Copa Mundial de Baloncesto Femenino
| Año   | Pos.                        | PJ                          | PG                          | PP                          |
| ----- | --------------------------- | --------------------------- | --------------------------- | --------------------------- |
| 1953  | No participó o no clasificó | No participó o no clasificó | No participó o no clasificó | No participó o no clasificó |
| 2018  | No participó o no clasificó | No participó o no clasificó | No participó o no clasificó | No participó o no clasificó |
| 2022  | Por determinar              | Por determinar              | Por determinar              | Por determinar              |
| Total | 0/18                        | 0                           | 0                           | 0                           |

### Campeonato Europeo de Baloncesto Femenino
| Año    | Pos.                        | PJ                          | PG                          | PP                          |
| ------ | --------------------------- | --------------------------- | --------------------------- | --------------------------- |
| 1938   | No participó o no clasificó | No participó o no clasificó | No participó o no clasificó | No participó o no clasificó |
| / 2019 | No participó o no clasificó | No participó o no clasificó | No participó o no clasificó | No participó o no clasificó |
| 2021   | Por determinar              | Por determinar              | Por determinar              | Por determinar              |
| Total  | 0/37                        | 0                           | 0                           | 0                           |

### Campeonato Europeo de Baloncesto de los Países Pequeños
| Año   | Pos.             | PJ             | PG             | PP             |
| ----- | ---------------- | -------------- | -------------- | -------------- |
| 1988  | 8°               | 5              | 0              | 5              |
| 1990  | 8°               | 5              | 0              | 5              |
| 1992  | 8°               | 5              | 1              | 4              |
| 1994  | 5°               | 5              | 3              | 2              |
| 1996  | 4°               | 5              | 2              | 3              |
| 1998  | Medalla de plata | 4              | 3              | 1              |
| 2000  | 4°               | 5              | 2              | 3              |
| 2002  | Medalla de plata | 5              | 3              | 2              |
| 2004  | 8°               | 5              | 1              | 4              |
| 2006  | 6°               | 5              | 1              | 4              |
| 2008  | 8°               | 5              | 1              | 4              |
| 2010  | 5°               | 5              | 3              | 2              |
| 2012  | 5°               | 5              | 3              | 2              |
| 2014  | 5°               | 4              | 1              | 3              |
| 2016  | 7°               | 5              | 1              | 4              |
| 2018  | No participó     | No participó   | No participó   | No participó   |
| 2021  | Por determinar   | Por determinar | Por determinar | Por determinar |
| Total | 15/16            | 73             | 25             | 48             |